# Baryconus floridanus
Baryconus floridanus är en stekelart som beskrevs av William Harris Ashmead 1887. Baryconus floridanus ingår i släktet Baryconus och familjen Scelionidae. Inga underarter finns listade.